# سگ پرنده‌یاب

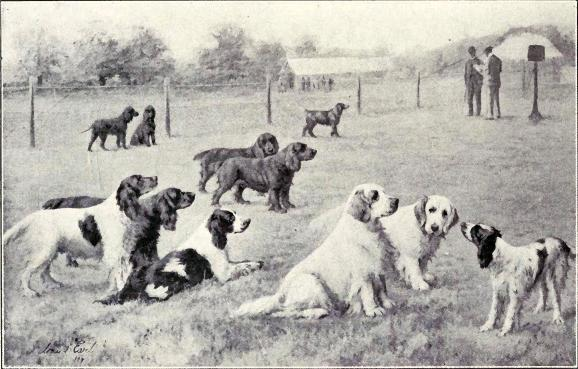
گروهی از سگ‌های همراه تفنگدار که در سال ۱۹۱۵ در Dogs of All Nations توسط WE Mason چاپ شده‌است.

سگ‌های پرنده‌یاب (به انگلیسی: Bird dog) یا سگ‌های همراه تفنگدار (به انگلیسی: Gun dog)، انواعی از سگ‌های شکاری هستند که برای کمک به شکارچیان در یافتن و بازیابی شکار، معمولاً بلدرچین، کبوتر یا اردک ساخته شده‌اند. سگ‌های همراه تفنگدار به سه نوع اصلی تقسیم می‌شوند: بازیاب‌ها (Retrievers)، سگ‌های جهنده (flushing dogs) و نژادهای اشاره‌گر (Pointing breeds).